# Могильцы (Пушкинский район)

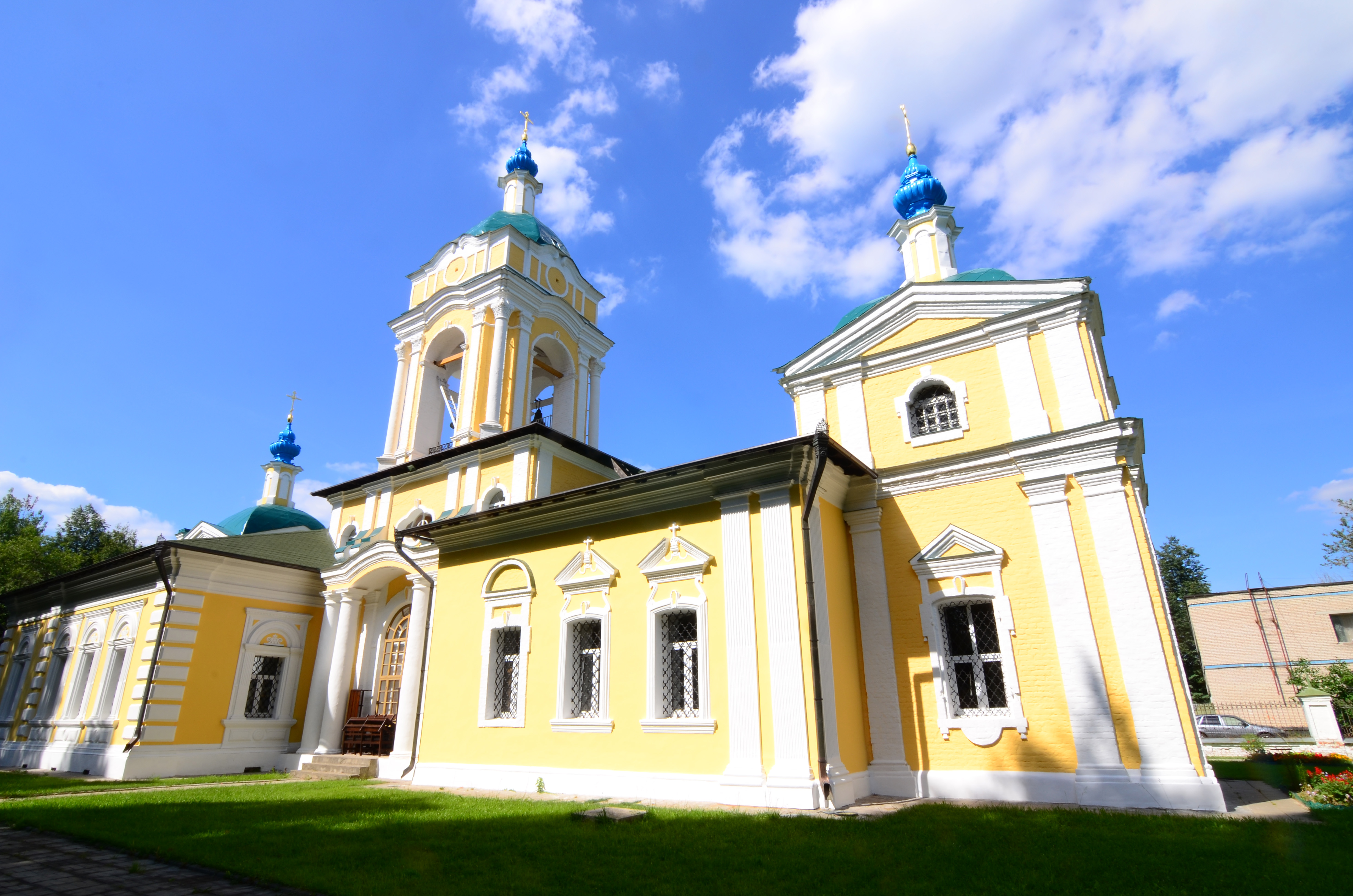
Церковь Иоанна Богослова в Могильцах

Могильцы — деревня в Пушкинском районе Московской области России, входит в состав городского поселения Софрино. Население — 198 чел. (2010).

## География
Расположена на севере Московской области, в восточной части Пушкинского района, примерно в 14 км к северо-востоку от центра города Пушкино и 30 км от Московской кольцевой автодороги, в 1,5 к востоку от пересечения Ярославского шоссе М8 и Московского малого кольца А107.
В 4 км к западу — линия Ярославского направления Московской железной дороги, в 4 км к северу — её ветка Софрино — Красноармейск, в 1,5 км к северу протекает река Талица бассейна Клязьмы. К деревне приписано пять садоводческих товариществ. Ближайшие населённые пункты — деревни Назарово, Талицы и Щеглово.

## Транспорт
- 59 (ст. Софрино — Могильцы)

## Население
| 1859 | 1890 | 1899 | 1926 | 2002 | 2006 | 2010 |
| ---- | ---- | ---- | ---- | ---- | ---- | ---- |
| 180  | ↘170 | ↗192 | ↗243 | ↘184 | ↘175 | ↗198 |

## История
Деревня Фомкино в 1589 году находилась в дворцовом ведомстве села Нового Веденского Вори и Корзенева стана Московского уезда. В 1670 году продана князю Ивану Приимкову-Ростовскому, а затем перешла к его сыну, князю Никите Ивановичу, при котором деревня стала называться по построенной в 1669 году церкви селом Богословским.
Позже селом владел князь Аврам Никитич Приимков-Ростовский, а в 1732 году — его родная сестра Елена Ладыженская с сыном и их родственниками — Петром, Львом и Владимиром Измайловыми.
В 1762 году половина села «Фомкина, Богословское тож» с сельцом «Могилицы, Аполлонова Гора тож» была продана Петру Щербачёву, при котором Могильцы стали называться селом Богословским.
В «Списке населённых мест» 1862 года Богословское (Могильцы) — владельческое село 1-го стана Дмитровского уезда Московской губернии по левую сторону Московско-Ярославского шоссе (из Ярославля в Москву), в 40 верстах от уездного города и 24 верстах от становой квартиры, при прудах, с 30 дворами, православной церковью и 180 жителями (78 мужчин, 102 женщины).
По данным на 1899 год — центр Богословской волости Дмитровского уезда с 192 жителями, в селе была церковно-приходская школа, располагалось волостное правление.
В 1913 году — 35 дворов, земская лечебница, церковно-приходская школа и имение Арманд.
По материалам Всесоюзной переписи населения 1926 года — село Талицкого сельсовета Софринской волости Сергиевского уезда Московской губернии в 1,1 км от Ярославского шоссе и 4,3 км от станции Софрино Северной железной дороги, проживало 243 жителя (119 мужчин, 124 женщины), насчитывалось 58 хозяйств, из которых 50 крестьянских.
С 1929 года — населённый пункт в составе Пушкинского района Московского округа Московской области. Постановлением ЦИК и СНК от 23 июля 1930 года округа как административно-территориальные единицы были ликвидированы.
Административная принадлежность
1929—1954, 1962—1963, 1965—1994 гг. — деревня Талицкого сельсовета Пушкинского района.
1954—1957 гг. — деревня Клинниковского сельсовета Пушкинского района.
1957—1959 гг. — деревня Клинниковского сельсовета Мытищинского района.
1959—1960 гг. — деревня Талицкого сельсовета Мытищинского района.
1960—1962 гг. — деревня Талицкого сельсовета Калининградского района.
1963—1965 гг. — деревня Талицкого сельсовета Мытищинского укрупнённого сельского района.
1994—2006 гг. — деревня Талицкого сельского округа Пушкинского района.
С 2006 года — деревня городского поселения Софрино Пушкинского муниципального района Московской области.

## Достопримечательности
- Усадебная церковь Иоанна Богослова в утраченной усадьбе Богословское-на-Могильцах, построенная в стиле барокко на средства П. М. Щербачёва в 1767 году[18]. Является памятником архитектуры регионального значения —  Объект культурного наследия № 5000506001№ 5000506001.